# U.S. Route 81
Pour les articles homonymes, voir Route 81.
La U.S. Route 81 (US 81) est une US Route majeure sud–nord parcourant 1 220 miles (1 960 km) dans le centre des États-Unis et est l'une des US Routes originales de 1926. Le tracé de la US 81 suit ce qui était auparavant la Meridian Highway, laquelle date de 1911.
Le terminus sud de la route est à Fort Worth, Texas, à un échangeur avec l'I-35W et la US 287. Jusqu'en 1991, le terminus sud de la route était plutôt à Laredo, à la frontière mexicaine. En 1991, le terminus sud a été déplacé à San Antonio, puis, en 1993, il a été à nouveau déplacé à son emplacement actuel. Les segments de la US 81 qui ont été abandonnés ont été remplacés par l'I-35. Certains anciens segments de la route au sud de Fort Worth existent toujours et sont maintenant des business loops de l'I-35. Un segment entre Hillsboro et Fort Worth existe comme la Texas State Highway 81.
Depuis 2004, le terminus nord de la route est au nord de Pembina, Dakota du Nord, à la frontière canadienne. À cet endroit, la US 81 est en multiplex avec l'I-29 laquelle se poursuit au nord comme Manitoba Highway 75 menant à Winnipeg, Manitoba.

## Description du tracé
|       | mi    | km    |
| ----- | ----- | ----- |
| TX    | 81    | 131   |
| OK    | 229   | 369   |
| KS    | 221   | 356   |
| NE    | 216   | 348   |
| SD    | 226   | 358   |
| ND    | 247   | 398   |
| Total | 1 220 | 1 960 |

### Texas
La US 81 débute à la jonction avec l'I-35W et la US 287 à Fort Worth. La US 81 et la US 287 forment dès lors un multiplex vers le nord-ouest. Les routes passent par Decatur et Bowie, où elles se séparent. La US 81 adopte alors un tracé vers le nord et passe par Stoneburg et Ringgold. Au nord de Ringgold, la route atteint la Rivière Rouge et la frontière avec l'Oklahoma.

### Oklahoma
La US 81 entre en Oklahoma après avoir traversé la Rivière Rouge. Elle se dirige vers le nord et passe par Duncan, Chickasha, El Reno et Enid. À Pond Creek, elle adopte une orientation légèrement vers le nord-est jusqu'à la frontière avec le Kansas.

### Kansas
La US 81 entre au Kansas au sud de Caldwell. Dans cette municipalité, elle bifurque vers l'est jusu'à South Haven, où elle reprend un alignement vers le nord. Elle passe par Wellington et, au nord-est de cette ville, s'approche de l'I-35 pour la longer. Elle la longe jusqu'au sud de Wichita, où la US 81 entreprend un multiplex avec l'I-135. La route traverse d'abord la ville vers le nord et atteint Newton. Là, elle bifurque vers le nord-ouest jusqu'à McPherson, puis, vers le nord jusqu'à Salina. À Salina, l'I-135 prend fin et la US 81 poursuit le trajet vers le nord en configuration autoroutière et voie rapide.
Après Salina, la US 81 continue vers le nord en traversant plusieurs petites communautés, dont Concordia et Belleville. Au nord de cette dernière, la route atteint la frontière avec le Nebraska.

### Nebraska
La US 81 entre au Nebraska à Chester et continue son tracé vers le nord comme voie rapide. Elle atteint York, où elle croise l'I-80 et devient une route rurale à deux voies. Elle redevient une voie rapide au sud de Columbus. Elle traverse la ville et se dirige vers le nord. Elle atteint Norfolk et, au nord de la ville, redevient une route rurale à deux voies. Elle ne traverse aucune communauté avant d'atteindre la frontière avec le Dakota du Sud.

### Dakota du Sud
La US 81 entre au Dakota du Sud après avoir traversé la rivière Missouri. Elle entre dans l'état à Yankton et se dirige vers le nord. Elle croise l'I-90 au sud de Salem et passe par Madison et Watertown, où elle rejoint l'I-29. Les deux routes demeurent en multiplex pour le reste du tracé de la route dans l'état jusqu'à la frontière avec le Dakota du Nord près de New Effington.

### Dakota du Nord
La US 81 entre au Dakota du Nord en multiplex avec l'I-29. Les routes atteignent Fargo et Grand Forks. Au nord-ouest de cette ville, à Manvel, les routes se séparent. La US 81 passe alors par Grafton et Saint Thomas avant de bifurquer vers l'est à Hamilton pour rejoindre l'I-29 à Joliette. Les deux routes forment ainsi un multiplex jusqu'à la frontière canadienne près de Pembina.

## Intersections majeures
Texas
 I-35W / US 287 à Fort Worth. La US 81 / US 287 forment un multiplex jusqu'à Bowie.
 US 380 à Decatur
 US 82 à Ringgold
Oklahoma
 US 70 à Waurika
 US 277 à Ninnekah. Les routes forment un multiplex jusqu'à Chickasha.
 I-44 à Chickasha
 US 62 à Chickasha. Les routes forment un multiplex dans la ville.
 I-40 à El Reno
 US 60 / US 412 à Enid. La US 60 / US 81 forment un multiplex jusqu'à Pond Creek.
 US 64 à Enid. Les routes forment un multiplex jusqu'à l'ouest de Pond Creek.
Kansas
 US 177 à South Haven
 US 166 au nord de South Haven
 US 160 à Wellington. Les routes forment un multiplex dans la ville.
 I-135 à Wichita. Les routes forment un multiplex jusqu'au nord-ouest de Salina.
 I-235 à Wichita
 US 54 / US 400 à Wichita
 I-235 à Wichita
 US 50 à Newton. Les routes forment un multiplex jusqu'au nord-est de Newton.
 US 56 à McPherson
 I-70 / US 40 au nord-ouest de Salina
 US 24 au sud de Concordia
 US 36 à Belleville
Nebraska
 US 136 au sud de Hebron
 US 6 à Fairmont
 I-80 à York
 US 34 à York. Les routes forment un multiplex jusqu'au nord de York.
 US 30 au sud de Columbus. Les routes forment un multiplex jusqu'à Columbus.
 US 275 à Norfolk
 US 20 au sud-est de McLean
Dakota du Sud
 US 18 au sud de Freeman
 I-90 au sud de Salem
 US 14 au sud d'Arlington. Les routes forment un multiplex jusqu'à Arlington.
 US 212 à Watertown
 I-29 au nord-est de Watertown. Les routes forment un multiplex jusqu'à l'est de Manvel, Dakota du Nord.
 US 12 au nord-ouest de Summit
Dakota du Nord
 I-94 / US 52 à Fargo
 US 10 à Fargo
 US 2 à Grand Forks
 I-29 au sud de Joliette. Les routes forment un multiplex jusqu'à la frontière canado-américaine au nord de Pembina.
 PTH 75 à la frontière canado-américaine au nord de Pembina.

## Routes auxiliaires
- US 181, route sud-nord reliant Corpus Christi à San Antonio, au Texas, dans l'axe de l'I-37.
- US 281, route sud-nord de 3 018 km (1 875 mi) reliant Brownsville, Texas à la frontière canado-américaine au nord de Dunseith, Dakota du Nord.